# Bagni San Filippo
Bagni San Filippo è una frazione del comune di Castiglione d'Orcia in provincia di Siena, alle pendici del Monte Amiata.

## Descrizione
È una località termale (di acque sulfuree) piccola, ma caratteristica per la presenza di depositi calcarei che formano bianche concrezioni di carbonato di calcio e cascatelle. 
Il nome deriva dalla piccola chiesa del paese dedicata a san Filippo Benizi.
Si narra infatti che il santo si fermò qui nel 1269.